# Notvikens station

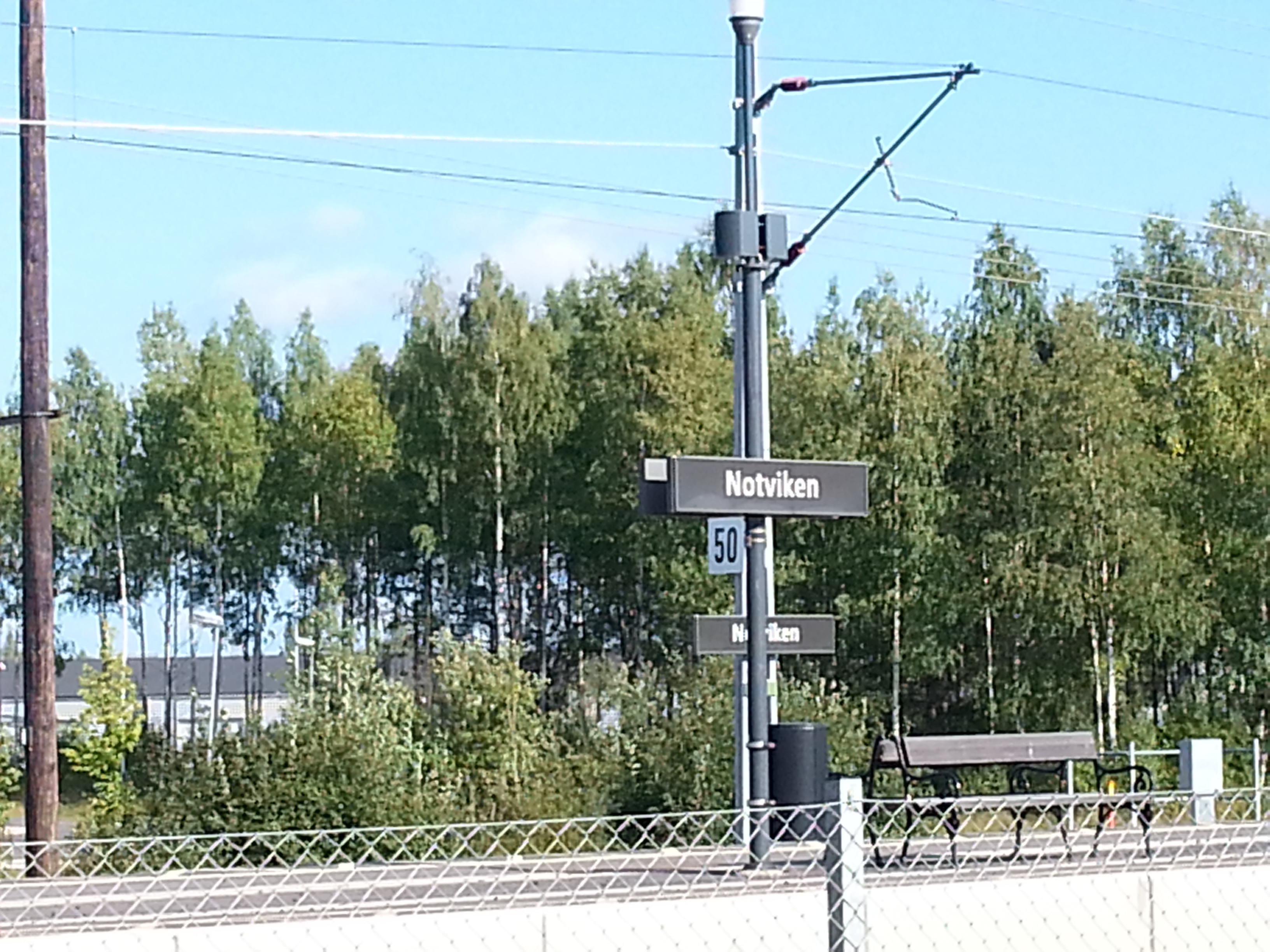
Skylten Notviken på perrongen.

Notvikens station är en järnvägsstation på Notviken i Luleå i Norrbotten. Den ligger längs med Stambanan genom övre Norrland och längs med Malmbanan, 5 km norr om slutstation Luleå centralstation och i närheten av Luleå tekniska universitet. 

## Historik
Järnvägsstationen byggdes åren 2007-2010, och invigdes den 15 oktober 2010. Den första tiden stannade inga tåg här för på- och avstigning. Numera (2014) stannar Norrtåg vid denna hållplats.